# صلیب پاتی

فرم استاندارد صلیب پاتی

صلیب پاتی (به انگلیسی: Cross pattée) که به نام صلیب فرمی نیز شناخته می‌شود (فرانسوی: croix pattée‎، به آلمانی: Tatzenkreuz) نوعی صلیب مسیحی با بازوهایی است که در مرکز باریک هستند و اغلب به شکل منحنی یا خط مستقیم گشاد می‌شوند تا در محیط بزرگتر باشند. این شکل خیلی زود در هنر قرون وسطی ظاهر می‌شود، برای مثال در یک صحافی گنجینه فلزی که توسط ملکه لومبارد تئودلیندا (متوفی ۶۲۸) به کلیسای جامع مونزا داده شده‌است، و جلد پایین سده هشتم انجیل‌های لیندو در کتابخانه مورگان. یک نمونه اولیه انگلیسی از آغاز عصر هرالدری مناسب (یعنی حدود ۱۲۰۰) در آغوش بارون برکلی یافت می‌شود.

## واژه‌شناسی
واژه pattée یک صفت فرانسوی به شکل زنانه است که در متن کامل آن به عنوان la croix pattée به معنای تحت‌اللفظی «صلیب پا» از اسم patte به معنای واقعی پا و به‌طور کلی حیوان استفاده می‌شود. این صلیب دارای چهارپایه است که هر کدام شبیه به پا هستند، به عنوان مثال، یک جام یا شمعدان. در آلمانی به آن Tatzenkreuz از Tatze، پا، پنجه می‌گویند. پلانچه پیشنهادی مشکوک ارائه می‌دهد که این اصطلاح از فعل لاتین pateo آمده‌است، دراز کشیدن، گسترش یافتن. او بیان می‌کند که آن را بر اساس معیار شاه استفان (۱۱۳۵–۱۱۵۴) قابل تشخیص است.

## استفاده‌های دیگر

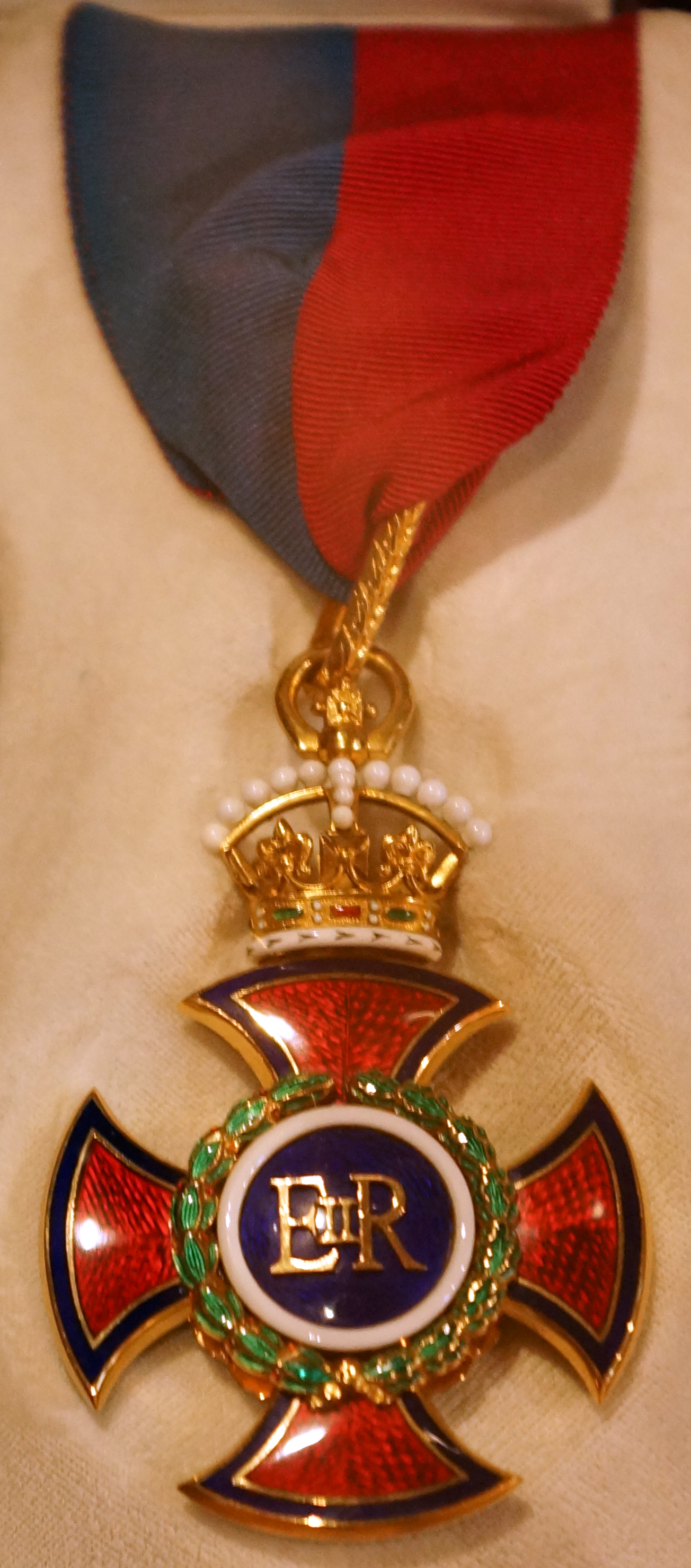
پشت نشان مریت در دوران سلطنت الیزابت دوم (۱۹۵۲–۲۰۲۲) که به شکل یک صلیب پاتی قرمز است

علامت ضربدری نیز پیش از نام اسقفی که نامه کاتولیک صادر می‌کند قرار می‌گیرد و گهگاه به عنوان نماد نقشه نشان‌دهنده مکان یک مکان مسیحی است.
در نشان‌های زیر وجود دارد:
- صلیب ویکتوریا
- صلیب پرواز ممتاز (ایالات متحده)
- صلیب افتخار بوندسوره برای شجاعت
- نشان افتخار بوندسوهر
- سفارش سنت جورج
- نشان «برای شایستگی به میهن»
- فرمان بوهدان خملنیتسکی
- نشان دنبرو
- فدراسیون فوتبال پرتغال
- باشگاه فوتبال پاسوژ د فریرا یک باشگاه فوتبال پرتغالی
- باشگاه فوتبال بلننسس، یک باشگاه فوتبال لیسبوتا
- باشگاه ورزشی کاسا پیا، یک انجمن ورزشی پرتغالی
- میرا مار اس سی، یک باشگاه فوتبال پرتغالی
- پرچم آستوریاس، یک شاهزاده اسپانیایی
- تولوز، یک باشگاه فوتبال فرانسوی
- سر شوالیه، ژنو گلن کمپ بالاترین رتبه در دستورها
- شوالیه‌های کلمب، در سال ۱۸۸۳ طراحی شد و به آن «صلیب فرمه» می‌گویند.
- شرکت کامیون مستقل، تولیدکننده تجهیزات اسکیت (به شکل آلیزه، با انتهای بازوها به شکل قوس دایره‌ای محصور)
- سپاه کراسمن طبل و بوگل
- دوربین‌های اشنایدر، تولیدکننده تجهیزات سرعت
- باشگاه واسکو داگاما رگاتا، یک باشگاه ورزشی آفریقای جنوبی
- باشگاه ورزشی واسکو دوگاما یک باشگاه ورزشی برزیلی
- Neath RFC، یک باشگاه راگبی ولزی
- گروه مدارس ایتون هاوس
- اف سی ولین لوتسک یک باشگاه فوتبال اوکراینی
- Black Label Society، یک گروه هوی متال
- پرچم مردم اسپانیایی‌تبار
- سپاه پنجم، واحدی از ارتش اتحادیه پوتوماک در طول جنگ داخلی آمریکا از ۱۸۶۲–۱۸۶۵.

آتش‌نشان‌ها، به ویژه در ایالات متحده، معمولاً از نسخه‌ای با بازوهای مثلثی برای وصله‌ها و مدال‌ها استفاده می‌کنند، اگرچه صلیب پاته و صلیب سنت فلوریان هر دو معمولاً با صلیب مالتی اشتباه گرفته می‌شوند. ضربدری در نشان تیراندازی در ارتش ایالات متحده و سپاه تفنگداران دریایی ایالات متحده استفاده می‌شود.

## رمزگذاری
در یونیکد، یک کاراکتر Cross pattée با نام " Malte Cross " در محدوده Dingbats در نقطه کد U+2720 (✠) کدگذاری می‌شود.
کاراکتر "X" به صورت یک متقاطع در فونت مایکروسافت Wingdings ارائه می‌شود.